# Римський міст (Трір)
Римський міст у Трірі (нім. Römerbrücke in Trier) або Старий міст через Мозель (нім. Alte Moselbrücke) — міст через річку Мозель у місті Трір (лат. Augusta Treverorum), найстаріший міст у Німеччині.
З 1986 року Римський міст став частиною Світової спадщини ЮНЕСКО «Давньоримські пам'ятки, собор і церква Богоматері в Трірі».

## Історія
Перший римський міст через Мозель був із дерева та існував із 18 до н. е./17 до н. е. Це був пальовий міст; вік паль вдалося встановити в 1963 році з допомогою дендрохронологічних обстежень.
Перший кам'яний міст було споруджено 45 н. е. трішки нижче за течією від місця розташування нинішнього римського моста, як показали дендрохронологічні дослідження. Частини його опор нібито ще й нині видно за низького рівня води (межені).
Стояни сьогоднішнього кам'яного мосту були встановлені між 142 і 150 рр. н. е. Новий римський міст — це третій міст на цьому місці від часу заснування міста. З допомогою водонепроникних шпунтових стінок стояни закріплювалися на дні тесаними кам'яними блоками з базальту та вапняку з домішками бітуму. Будівельний матеріал надходив, зокрема, з видобувного басейну навколо колишнього вулкана Гоє-Бухе («Високий бук», нім. Hohe Buche). Опори моста загострені проти течії, щоб краще протистояти повеням і кризі. На масивних стоянах у давньоримські часи було зведено дерев'яну конструкцію моста, так звану шпренгельну конструкцію. Вона могла стійко витримувати рух по полотну моста десятиметрової ширини. Позаяк полотно за нормального рівня води було вище від Мозеля приблизно на 14 м, щогли кораблів більше не доводилося згортати, коли ті пливли вниз по річці. Вгору по річці через бистру течію їх доводилося волокти бурлакам.
Обрушені у Середні віки мостові ворота Porta Inclyta (Знамениті ворота) до сьогодні залишаються загадкою. Вчені нині сперечаються, чи ця схожа на Чорні ворота (Porta Nigra) брама стояла на лівому, чи на правому боці річки Мозель.
Кам'яна склепінчастість виникла тільки у Середньовіччі між 1190 і 1490 роками, можливо, за курфюрста Бодуена Люксембурзького (1307—1354). Усі дев'ять опор моста збереглися добре донині; давніше припущення, що 1717/1718 року дві з них було відбудовано, не відповідає дійсності. Перші дві з боку міста з моменту перебудови в римські часи погрузли у береговому насипі.
1689 року міст підірвали французькі війська, у 1716—1718 роках придворний тесля трірського курфюрста Йоганн Георг Юдас відновив склепінчастість. При цій нагоді на п'ятій опорі від заходу було зведено розп'яття і статую Святого Миколая. 1806 року знесли західні мостові ворота, 1869 це спіткало і східні. 1931 міст було розширено і він дістав теперішні, консольні пішохідні настили.
Вранці 2 березня 1945 американські вояки по незнищеному римському мосту змогли дістатися в напрямку району Трір-Захід. Міст із нез'ясованих причин не підірвали німецькі війська. За словами очевидця, на мосту лежало вже стільки уламків, що кабелі для займання вибухових речовин, ймовірно, пошкодилися.
Після Другої світової війни в ході шлюзування річки Мозель було проведено розлогі археологічні дослідження. 2012 року місто Трір оголосило архітектурний конкурс на перевлаштування прилеглої до моста місцевості і самого моста з метою покращити стан пам'ятки. Однак зараз із фінансових причин втілення в життя цих пропозицій навряд чи можливе.

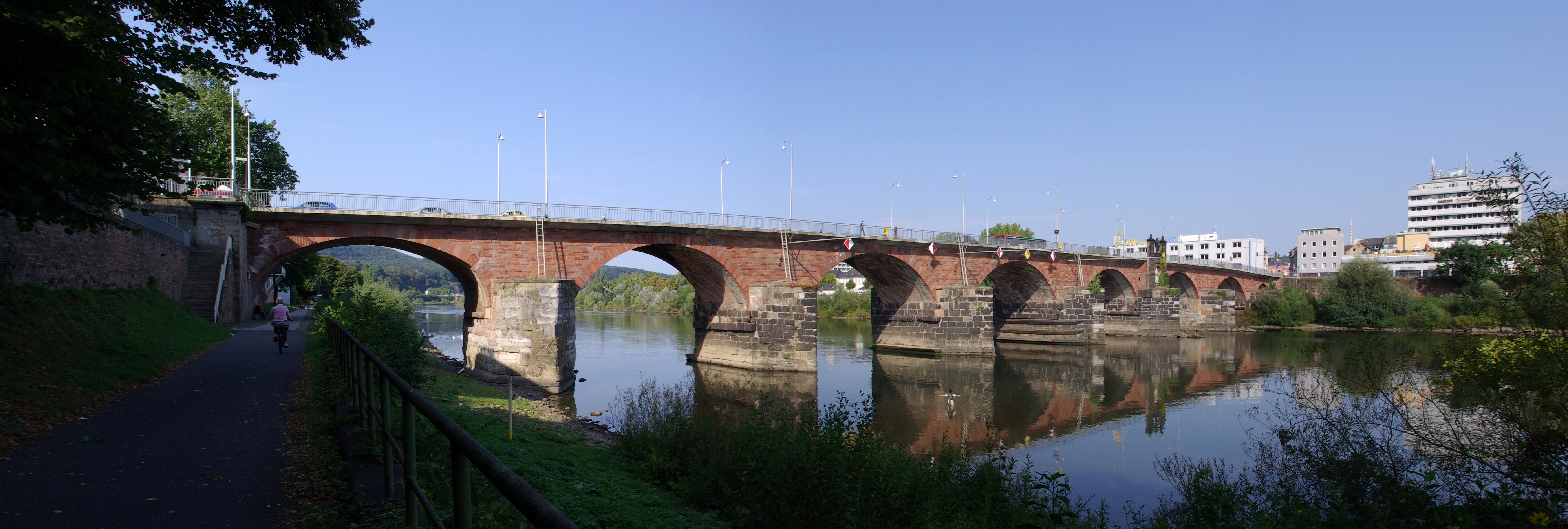
Римський міст з півдня
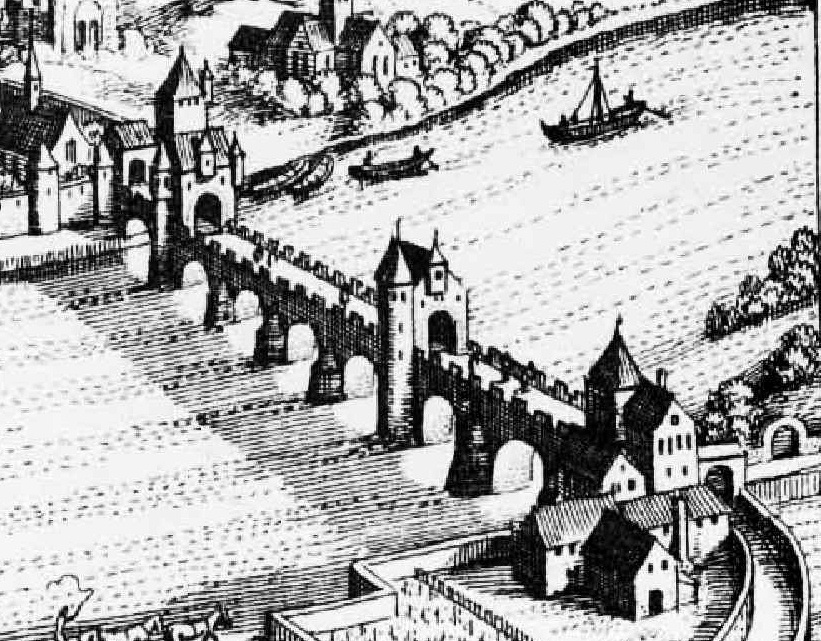
Римський міст на гравюрі Меріана, 1646
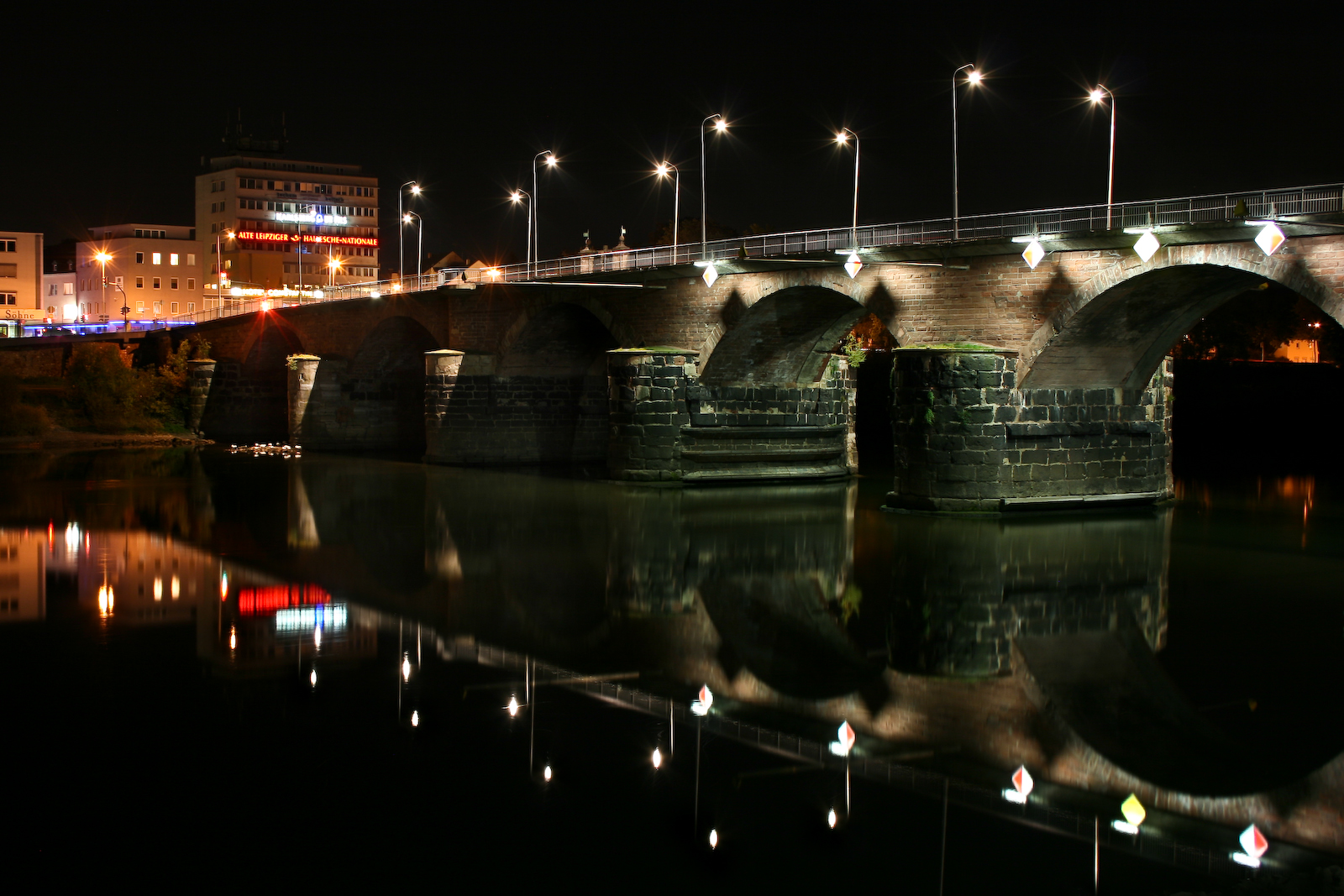
Римський міст уночі
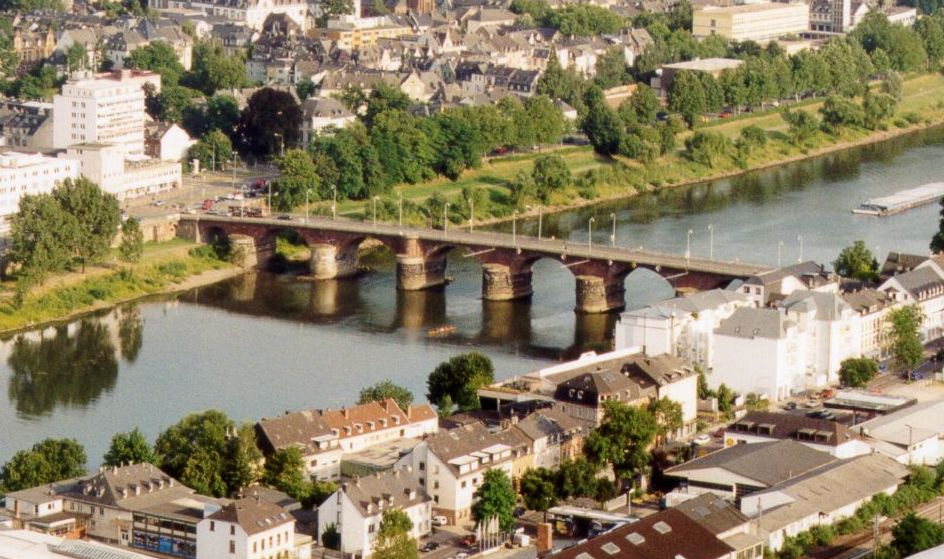
Римський міст, вид з колони Марії
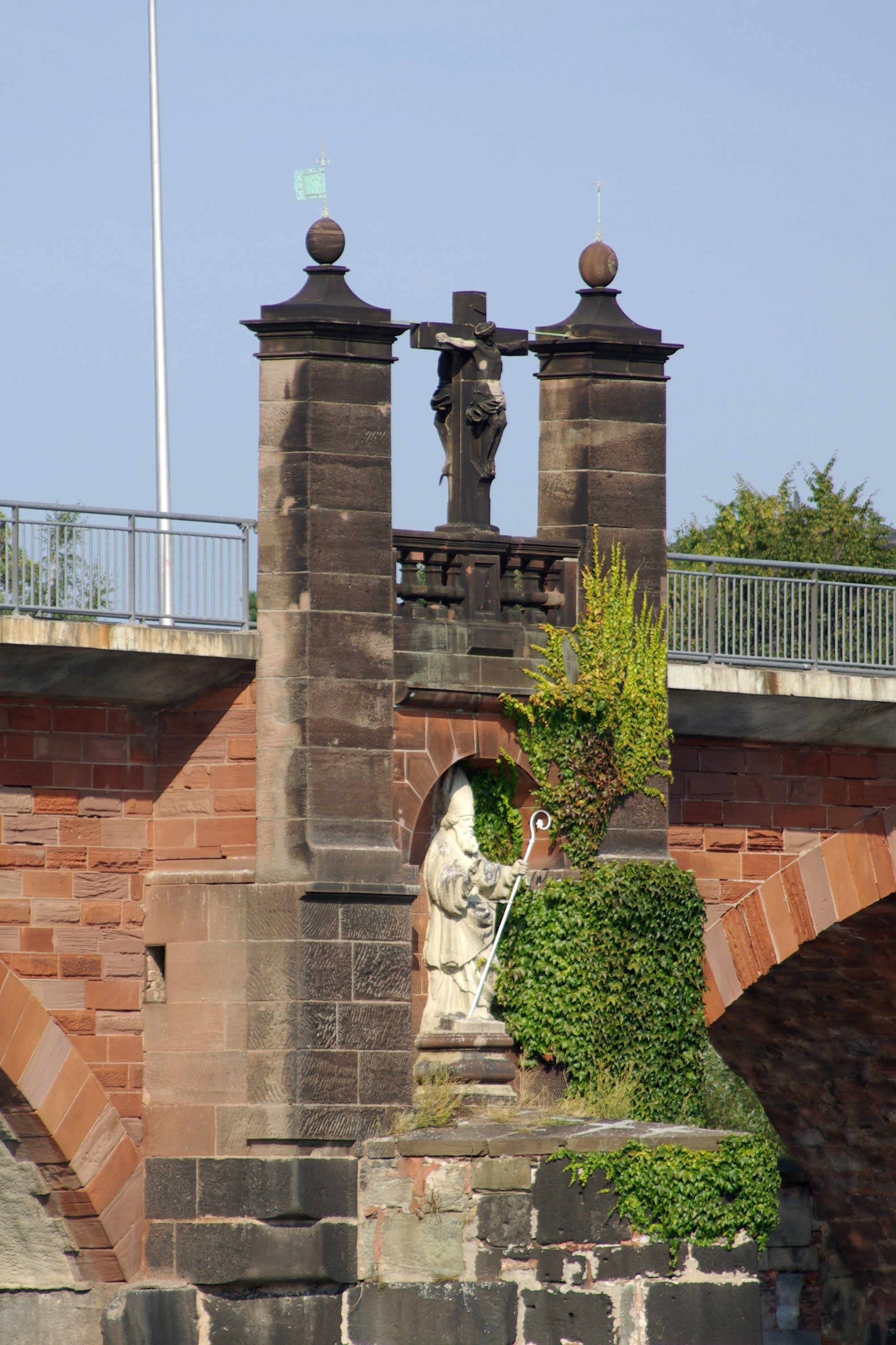
Хрест і статуя на середині моста